# Лайонс (Орегон)
Лайонс (англ. Lyons) — місто (англ. city) в США, в окрузі Линн штату Орегон. Населення — 1202 особи (2020).

## Географія
Лайонс розташований за координатами 44°46′45″ пн. ш. 122°36′43″ зх. д. / 44.77917° пн. ш. 122.61194° зх. д. (44.779260, -122.611838).  За даними Бюро перепису населення США в 2010 році місто мало площу 2,27 км², з яких 2,25 км² — суходіл та 0,02 км² — водойми.

## Демографія
Згідно з переписом 2010 року, у місті мешкала 1161 особа в 444 домогосподарствах у складі 332 родин. Густота населення становила 512 особи/км².  Було 475 помешкань (209/км²).
Расовий склад населення:
| - 91,4 % — білих - 1,5 % — корінних американців - 1,1 % — азіатів - 0,4 % — вихідців з тихоокеанських островів - 0,4 % — чорних або афроамериканців - 2,0 % — осіб інших рас |

До двох чи більше рас належало 3,2 %. Частка іспаномовних становила 4,5 % від усіх жителів.
За віковим діапазоном населення розподілялося таким чином: 21,8 % — особи молодші 18 років, 62,5 % — особи у віці 18—64 років, 15,7 % — особи у віці 65 років та старші. Медіана віку мешканця становила 44,7 року. На 100 осіб жіночої статі у місті припадало 104,0 чоловіків;  на 100 жінок у віці від 18 років та старших — 100,0 чоловіків також старших 18 років.
Середній дохід на одне домашнє господарство  становив 63 211 долар США (медіана — 60 417), а середній дохід на одну сім'ю — 72 079 доларів (медіана — 66 161). За межею бідності перебувало 11,4 % осіб, у тому числі 14,8 % дітей у віці до 18 років та 3,8 % осіб у віці 65 років та старших.
Цивільне працевлаштоване населення становило 467 осіб. Основні галузі зайнятості: виробництво — 22,7 %, освіта, охорона здоров'я та соціальна допомога — 15,4 %, публічна адміністрація — 13,9 %.